# Frotey-lès-Vesoul
Frotey-lès-Vesoul è un comune francese di 1 399 abitanti situato nel dipartimento dell'Alta Saona nella regione della Borgogna-Franca Contea.

## Società

### Evoluzione demografica
Abitanti censiti